# Erich Ehrlinger
Erich Ehrlinger, född 14 oktober 1910 i Giengen an der Brenz, död 31 juli 2004 i Karlsruhe, var en tysk promoverad jurist och SS-Oberführer. Han var befälhavare för Sonderkommando 1b, en mobil insatsstyrka som under andra världskriget mördade judar, partisaner, bolsjevikiska partikommissarier och andra för Tredje riket misshagliga personer i Litauen, Lettland och Ryssland. Senare var Ehrlinger befälhavare för Sicherheitspolizei (Sipo) och Sicherheitsdienst (SD) i området Russland-Mitte med säte i Minsk och befälhavare för Einsatzgruppe B.

## Biografi
Ernst Ehrlinger var son till Christian Ehrlinger, borgmästare i Giengen från 1929 till 1945. År 1928 avlade Ehrlinger studentexamen i Heidenheim och inledde studier i rättsvetenskap. Han läste vid universiteten i Tübingen, Kiel och Berlin. Ehrlinger tillhörde den grupp av jurister, de flesta promoverade, som gjorde karriär inom Sicherheitsdienst för att under Operation Barbarossa ingå i Einsatzgruppen, som i öst hade i uppgift att bedriva ett ideologiskt förintelsekrig och mörda judar, partisaner, bolsjevikiska partikommissarier (så kallade politruker) och andra personer som ansågs utgöra ett hot mot Tredje rikets säkerhet. I denna grupp av jurister ingick även bland andra Otto Rasch, Walter Stahlecker, Otto Ohlendorf, Martin Sandberger, Walter Blume, Erhard Kroeger, Otto Bradfisch, Alfred Filbert och Franz Six.
Ehrlinger blev 1931 medlem av Nationalsocialistiska tyska arbetarepartiet (NSDAP) och Sturmabteilung (SA). Han flyttade över till SS 1935 och blev samma år stabschef för pressavdelningen vid SD-Hauptamt, Sicherheitsdiensts (SD) huvudkontor. Efter Anschluss, Tysklands annektering av Österrike i mars 1938, tjänstgjorde han vid SD i Österrike och efter inrättandet av Riksprotektoratet Böhmen-Mähren verkade han för SD i Prag.

### Polen 1939
Den 1 september 1939 anföll Tyskland sin östra granne Polen och andra världskriget inleddes. I kölvattnet på de framryckande tyska trupperna följde särskilda insatsgrupper, Einsatzgruppen, vilka inom ramen för Operation Tannenberg hade i uppgift att eliminera personer som kunde tänkas leda det polska motståndet, till exempel politiska aktivister, intelligentia och reservister. Adolf Hitler hade för avsikt att utplåna Polens härskarklass för att därmed ”hugga huvudet av den polska nationen”. Därtill inledde insatsgrupperna massmordet på polska judar. Ehrlinger kommenderades till staben vid Einsatzgruppe IV, som följde 4:e tyska armén under Günther von Kluge. Efter Tysklands anfall mot Norge 1940 kommenderades Ehrlinger till Oslo för att där organisera Waffen-SS tillsammans med bland andra Walter Stahlecker.

### Operation Barbarossa
Den 22 juni 1941 anföll Tyskland sin tidigare bundsförvant Sovjetunionen och inledde Operation Barbarossa. Liksom i Polen följdes de avancerande tyska arméerna av Einsatzgruppen. Enligt Hitler var kriget mot Sovjetunionen ett ideologiskt förintelsekrig och den ”judisk-bolsjevikiska intelligentian” måste elimineras. Chefen för Reichssicherheitshauptamt, Reinhard Heydrich, gav insatsgrupperna i uppdrag att mörda judar, romer, partisaner, politiska kommissarier (så kallade politruker) och andra personer som ansågs hota Tredje rikets säkerhet. Beträffande insatsgruppernas massmord på judar mördades initialt endast män, men i augusti 1941 gav Reichsführer-SS Heinrich Himmler order om att massmordet även skulle inbegripa kvinnor och barn. Ehrlinger var chef för Sonderkommando 1b, som opererade i Litauen, Lettland och Ryssland. Ehrlingers enhet, som bestod av mellan 70 och 80 soldater, följde Heeresgruppe Nord och förövade massakrer i bland annat Kaunas, Daugavpils och Rēzekne. Enligt ett vittne till den första massarkebuseringen i Kaunas drev Ehrlinger på sina män för att de så snabbt som möjligt skulle bli färdiga med avrättningarna.
I augusti 1943 utnämndes Ehrlinger till befälhavare för Einsatzgruppe B, vars enheter opererade i Vitryssland, och till befälhavare för Sipo och SD i området Russland-Mitte med säte i Minsk. Där var han ansvarig för massmordet på de återstående judarna i Minsks getto och han beordrade samtliga SS-officerare att delta i massarkebuseringarna. Ehrlinger deltog även själv i skjutandet.
I april 1944 efterträdde Ehlinger Bruno Streckenbach som chef för avdelning I, som handhade personal- och organisationsfrågor, inom Reichssicherheitshauptamt, Nazitysklands säkerhetsministerium.
Efter andra världskrigets slut gick Ehrlinger under jorden och antog namnet Erich Fröscher. Det dröjde till 1958, innan han greps av västtyska myndigheter. Landgericht Karlsruhe dömde honom 1961 till 12 års fängelse, men han släpptes redan 1965.

## Befordringshistorik
| Datum            | Tjänstegrad            |
| ---------------- | ---------------------- |
| maj 1933         | SA-Sturmführer         |
| december 1933    | SA-Obersturmführer     |
| 1 juli 1935      | SS-Untersturmführer    |
| 20 april 1936    | SS-Obersturmführer     |
| 9 november 1936  | SS-Hauptsturmführer    |
| 12 mars 1938     | SS-Sturmbannführer     |
| 30 januari 1939  | SS-Obersturmbannführer |
| 1 september 1943 | SS-Standartenführer    |
| 27 juni 1944     | Oberst der Polizei     |
| 9 november 1944  | SS-Oberführer          |

## Utmärkelser i urval
- Krigsförtjänstkorset av andra klassen med svärd
- Krigsförtjänstkorset av första klassen med svärd